# 7187 Isobe
A 7187 Isobe (ideiglenes jelöléssel 1992 BW) egy kisbolygó a Naprendszerben. Eleanor F. Helin fedezte fel 1992. január 30-án.